# Chen Xiefen
Chen Xiefen, född 1883, död 1923, var en kinesisk feminist. 
Hennes far var en progressiv ämbetsman. Hon utgav 1899–1903 tidningen Nubao, som var den första kvinnotidningen i Kina efter Nuxuebao (1898). Hon förespråkade främst utbildning och ekonomisk självständighet för kvinnor. Hon var en av Kinas första feminister och kvinnliga journalister. 1903 stängdes tidningen i samband med förbudet av tidningen Subao, som den då formellt var bilaga till. Hon flyttade då med sin far till Japan, där hon tillsammans med Qiu Jin och Lin Zhongsu grundade en revolutionär rörelse för kinesiska studentskor. Hon utbildade sig i Japan och USA och återvände 1912 till Kina. Hennes återstående liv var dock ett anonymt privatliv.